# تيري باركر
تيري باركر (بالإنجليزية: Terry Barker)‏ هو اقتصادي بريطاني، ولد في 1941.